# Australian Idol

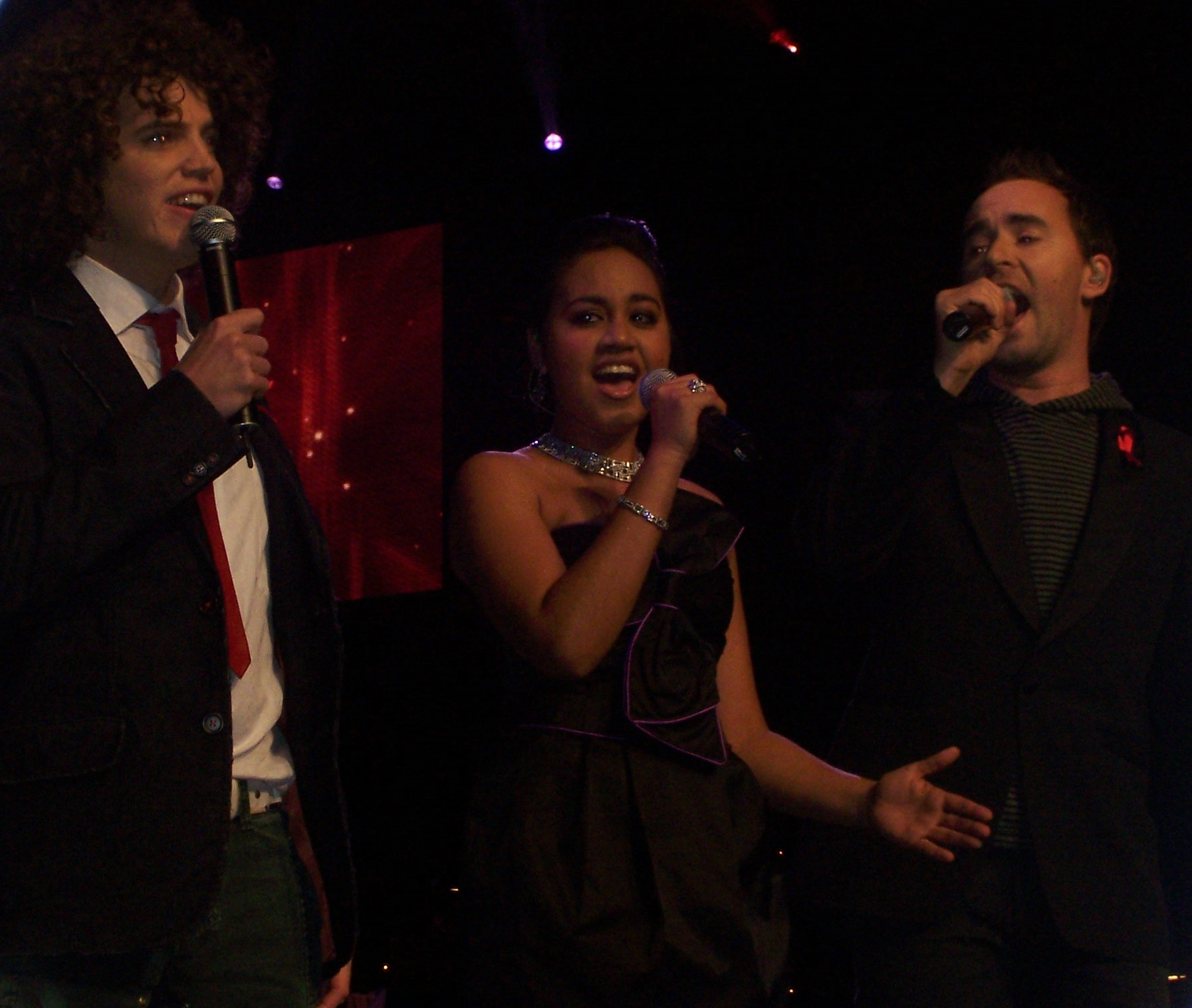
Finalisterna i Australian Idol 2006.

Australian Idol är Australiens version av Idols, och hade premiär 2003. En jury (som bl.a. består av Mark Holden) ska runt om i hela Australien leta efter morgondagens popstjärna. Sedan får hela australianska folket rösta fram både finalister och vinnaren. Programmet upphörde 2009. Programmet återkom 2023 på Seven Network.

## Vinnare i Australian Idol
- 2003: Guy Sebastian
- 2004: Casey Donovan
- 2005: Kate DeAraugo
- 2006: Damien Leith
- 2007: Natalie Gauci
- 2008: Wes Carr
- 2009: Stan Walker
- 2023: Royston Sagigi-Baira
- 2024: Dylan Wright